# Francesca Guillén
Francesca Guillén ou Franchesca Guillen (México, 14 de junho de 1977) é uma atriz mexicana.Filha do ator Alejandro Camacho.

## Telenovelas
- Mi segunda madre (1989) - Luisita
- Agujetas de color de rosa (1994) - Débora
- Confidente de secundaria (1996) - Belén
- Camila (1998) - Cecilia
- Sin ti (1998) - Sandra
- La segunda noche (1999) - Lulú
- Locura de amor (2000) - Lucinda Balboa
- Atrévete a olvidarme (2001) - Lucina
- Clase 406 (2002) - Paloma
- Rebelde (2004) - Ana[1]
- Apuesta por un amor (2005) - Matilde Cruz

## Séries
- Mujer, casos de la vida real (1997)
- Videoteatros: Véngan corriendo que les tengo un muerto (1992)

## Filmes
- Mosquita muerta (2007) - Blanquita
- La Tercer orden (2007) - Anajella
- Cañitas. Presencia (2007) - Norma Trejo
- Borderland (2007) - Lupe
- Encuentro ausente (2006)
- Santos peregrinos (2004) - Matilda
- Coyote 13 (2003) - Garota
- Así es la vida (2000) - Raquel
- Al borde (1998) - Aura
- Reencuentros (1997) - Teresa